# طلتروس قافز
طلتروس قافز (الاسم العلمي:Talitrus saltator) هو نوع من المفصليات يتبع جنس الطلتروس من الفصيلة الطلتروسية.